# Montrose, Iowa
Montrose là một thành phố thuộc quận Lee, tiểu bang Iowa, Hoa Kỳ. Năm 2010, dân số của thành phố này là 898 người.

## Dân số
Dân số qua các năm:
- Năm 2000: 957 người.
- Năm 2010: 898 người.